# Armando Fagarazzi
Armando Fagarazzi, né le 16 juin 1922, à Venise, en Italie et mort le 4 octobre 1993, à Lido, en Italie, est un ancien joueur italien de basket-ball.

## Palmarès
- Finaliste du championnat d'Europe 1946
- Champion d'Italie 1942